# Otto Bussenius

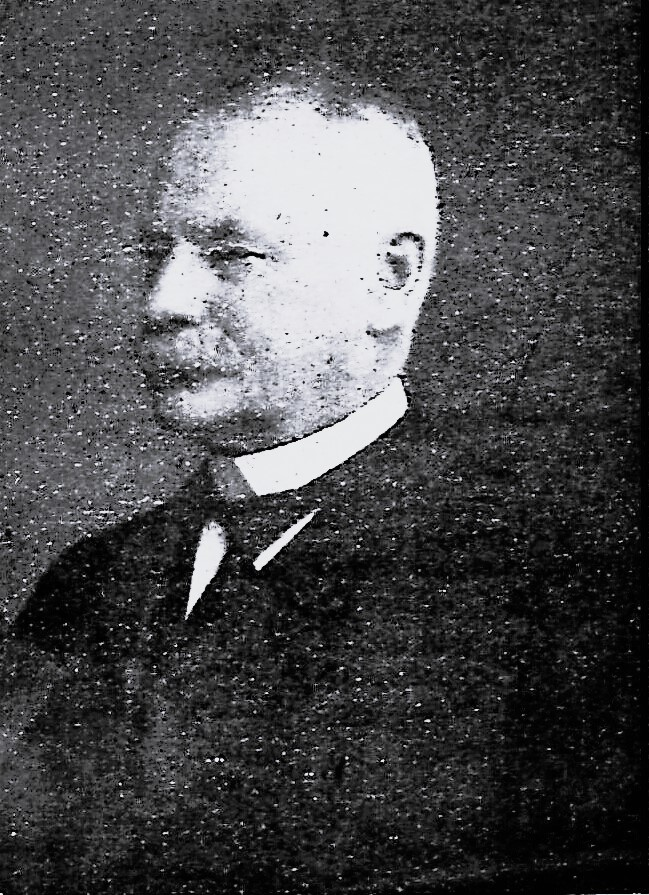
Otto Bussenius

Georg Otto Bussenius (* 17. März 1848 in Ebstorf; † 6. April 1924 in Lübeck) war ein deutscher Lehrer.

## Leben

### Herkunft
Bussenius entstammte einer alten hannoverschen Familie. Da er schon früh seinen Vater, ein Apotheker, verlor, wurde er von seiner Mutter und Großmutter erzogen.

### Laufbahn
Er absolvierte das Gymnasium in Celle und hat zu Ostern 1866 das Abitur gemacht. Während seines Studiums der Philologie in Göttingen genügte er als einer der ersten Hannoveraner im Preußischen Heer als Einjährig-Freiwilliger seiner Militärdienstpflicht und kehrte als Vizefeldwebel und Offiziersstellvertreter zurück.
Zu Ostern 1870 wurden am Katharineum zu Lübeck die Herren Schulamtskandidat Bussenius aus Celle und der Seminarist Ludwig Dillner des Lehrer-Seminars als Hilfslehrer eingestellt. Der Erstgenannte sollte das Ordinariat von Quarta B Coetus 2 und außer in jener Klasse noch in Tertia B und Quinta B beschäftigt werden. Seit der Wiedereröffnung des Katharineums nach den Sommerferien wurde Bussenius, der bereits im Juli einberufen, Bürgermeister Theodor Curtius verabschiedete das Bataillon am 23. Juli, worden war, vom Kandidaten Carl J. Amann vertreten.

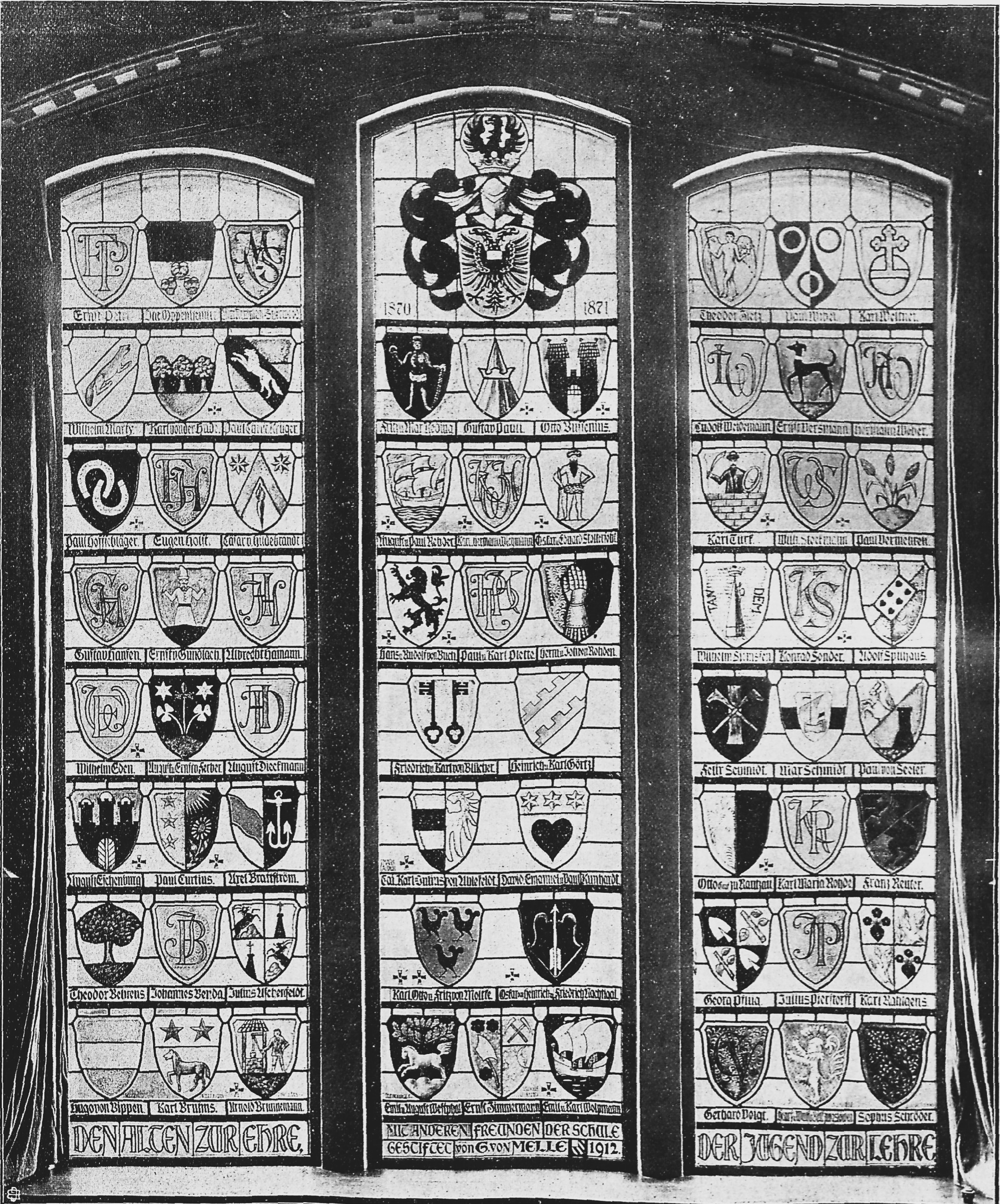
Wappenfenster

Im Deutsch-Französischen Krieg, in dem Bussenius in der 11. Kompanie diente, trafen Karl Peter Klügmann, Carl Tesdorpf und Heinrich Nupenau am 5. November 1870 mit der für das von Oberstleutnant Julius von Boehn befehligte Lübeckische Bataillon der Füsiliere des 2. Hanseatischen Infanterie-Regiments in Nanteuil mit dem als Wagenkolonne entsandten Detachement auf Secondeleutnant Bussenius. Dieser sollte das Detachement zum gegenwärtigen Standort des Bataillons überführen. Die Delegierten begleiteten ihn, um der Verteilung der Liebesgaben an die Mannschaften beizuwohnen. Am Standort trafen sie die Lübecker Soldaten Vermehren, Zimmermann und Siemsen. Während ihres dortigen Aufenthalts ging das Gerücht von der Pariser Kapitulation um.

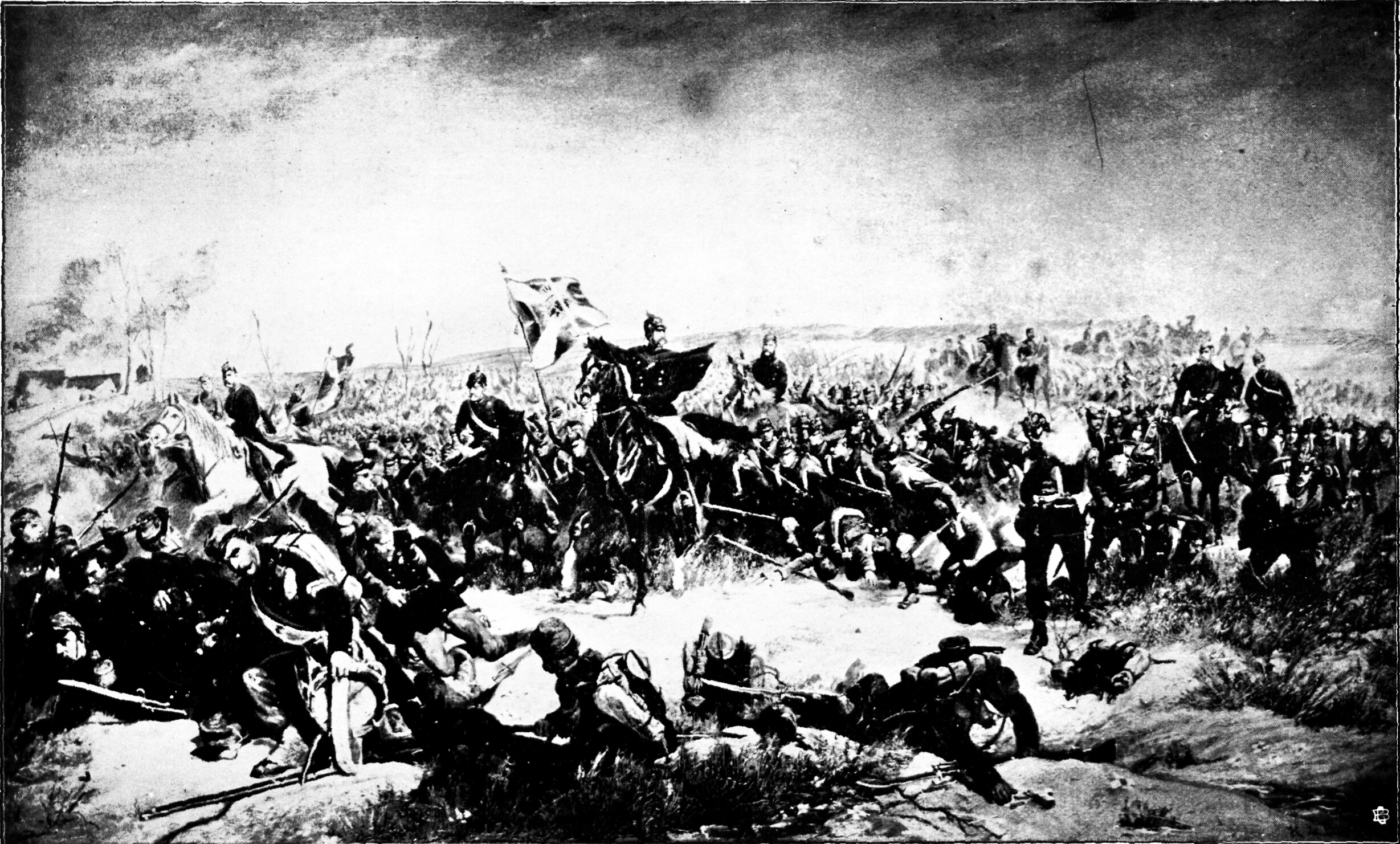
Angriff des Lübeckischen Bataillons in der Schlacht von Loigny

Am Morgen des 2. Dezember 1870 trat Hugo von Kottwitz, für die Dauer des mobilen Verhältnisses am 18. Juli 1870 zum Kommandeur der Hanseatischen Brigade ernannt, vor der Schlacht bei Loigny vor das Bataillon und spornte es mit der Aufforderung „der Tapferkeit der Hanseaten zu gedenken!“ an. Das Bataillon bildete vom Schloss Goury kommend die rechte Flanke des Angriffs gegen Loigny, während die anderen Bataillone Front gegen Neuvillers machten, nach Norden und überrannte die überraschten Franzosen der Brigade Bourdillon von ihrer Flanke her. Diese flohen in den Ort Fougeu und wurden auch aus diesem vertrieben. Der wertvollste Besitz des Bataillons, die Fahne, wurde hierbei durch einen Treffer beschädigt.
Hermann de Boor hielt den Angriff mit seinen Akteuren um 1875 auf einem Gemälde fest.
Als das III. Bataillon des Infanterie-Regiments Nr. 76 später zum II. Bataillon des 3. Hanseatischen Infanterie-Regiments Nr. 162 gewandelt wurde, bildete dieses Ereignis, und somit General von Kottwitz als Teil dessen, den identitätsstiftenden Mythos des Regiments.
Im Mai 1871 lehnte das Generalkommando den Antrag der lübeckischen Schuldeputation auf Freimachung des Reserveoffiziers für den Schuldienst am Katharineum ab. Das Bataillon kehrte am 18. Juni, nachdem in der vorhergehenden Nacht ein heftiges Gewitter niederging herrschte jetzt sogenanntes Kaiserwetter, in die Hansestadt zurück. Um kurz nach drei erreichte den Bahnhof die Nachricht, dass die aus Ratzeburg kommenden drei Züge soeben den Bahnhof in Blankensee verlassen hätten. Zu den Klängen der Wacht am Rhein fuhr der erste von der geschmückten Lokomotive „Straßburg“ gezogene Zug wenig später in Lübeck ein.

Lübecker Bahnhof

Nach dem Verlassen des Perrons, wo sie von den Vertretern der Militärbehörde begrüßt wurden, nahmen die Füsiliere vor dem Bahnhof Aufstellung und wurden von Oberst Const. Herm. v. Roëll, Garnisonältester, wieder in der Heimat willkommen geheißen. Danach nun passierten sie das Spalier der Gewerke und marschierten durch das zu dem Anlass Heil dir im Siegerkranz tragende Holstentor hindurch, an der Trave entlang, die Beckergrube hinauf, die Breite Straße entlang, vorbei an der oberhalb der Mengstraße von dem Architekten Max Grube jr. erschaffenen Siegessäule auf den Markt.

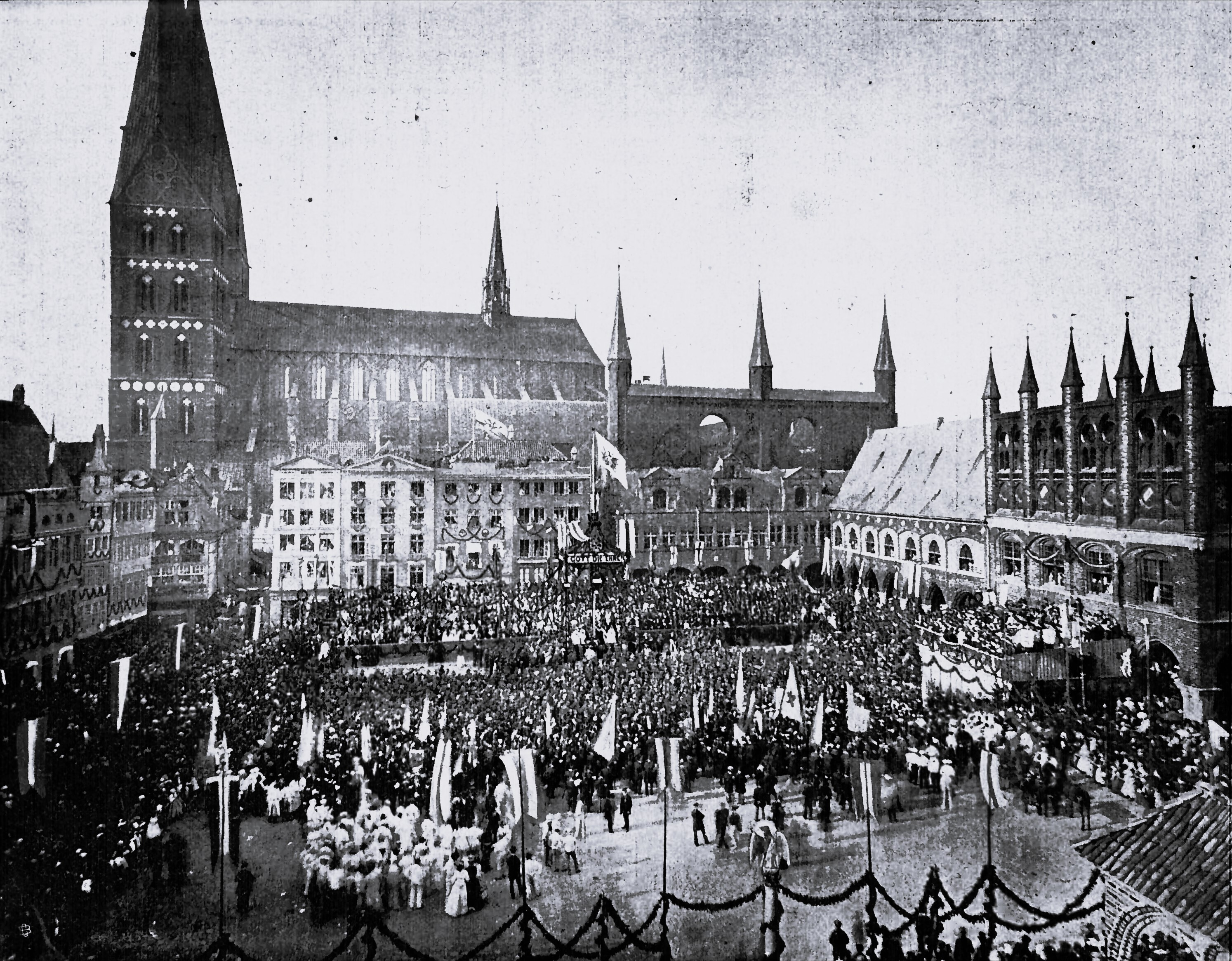
Erwartung des siegreichen Bataillons am 18. Juni 1871

Auf der Seite der Renaissancelaube befand sich die Zuschauertribüne, auf deren Rednerpodest, wo sie nach dem Senior Johann Carl Lindenberg der amtierende Bürgermeister Heinrich Theodor Behn empfing, stand: „Gott die Ehre, dem Vaterlande Heil, den Kriegern Dank“ Zusammen mit der zierlicheren Sängertribüne vor der Ratswaage bildete sie den Rahmen für ein inmitten des Platzes befindliches Viereck zur Aufstellung der Truppen samt ihren Gewerken. Als diese eintrafen, wurden sie mit dem Sängergebet, verfasst durch Müller von der Werras und vertont von Franz Abt, empfangen.
Mit dem erworbenen Eisernen Kreuz II. Klasse schied Bussenius am 21. Juni aus dem Militärdienst und begann am 23. wieder im Katharineum zu arbeiten.
Zum 25. Jahrestag der Schlacht bei Loigny hatte der Senat Alfred von Waldersee (IX. AK in Altona), Ernst von Petersdorff (17. ID in Schwerin) und Maximilian von Fragstein und Niemsdorff (33. IB in Altona) als Ehrengäste eingeladen. Von den Veteranen des lübeckischen Bataillons waren unter anderen der Generalleutnant Eduard von Jena, der Generalmajor Wilhelm von Livonius, der Oberstleutnant v. Werthern oder der beurlaubte Premierleutnant Bussenius erschienen. Auch Alexander von Linsingen war als ein ehemaliger Kommandeur des Bataillons erschienen. Alle Gäste erhielten als Festgabe des Komitees ein von Oberlandesgerichtsrat Gustav Hansen verfasstes Liederheft, dem alle an diesem Abend gesungenen Lieder entnommen wurden. Als Bussenius den Vertretern der schreibenden Zunft gegenüber später die Stimmung zusammenfasste, verwies er auch darauf, dass auch Hansen ein Feldzugteinehmer aus Lübeck gewesen war.
Im August 1871 wurde Bussenius von der Universität in Jena für seine Dissertation „Vergleich des Valerius Flaccus“ zum Dr. phil. promoviert.
Der Senat beförderte Bussenius am 2. März 1872 zum Oberlehrer. Das Osterprogramm des Katharineums enthielt in diesem Jahr seine Abhandlung „De Valerii Flacci in adhibendis comparationibus usu.“
In der Privatschule, die zu Beginn von Heinrich Lindenbergs Leitung die sogenannte Kandidatenschule war, begründete dieser ein Progymnasium, welches unter Bussenius durch die Oberschulbehörde auch den Titel eines Progymnasiums verliehen bekam.
Den Schülern wurde bisher ermöglicht nach dem Besuch der Anstalt in die Quarta und seit 1872 in die Tertia, somit verbrachten sie hier sieben Jahre, des Katharineums zu wechseln. Aufgrund der gestiegenen Schülerzahlen und des erweiterten Angebotes siedelte die Vorbereitungsschule zum 14. Oktober 1872 von der Johannisstraße Nr. 15 in eigene Räume in der Fleischhauerstraße 67 über.
Als Lindenberg nach seiner Wahlpredigt zum neuen Inhaber der vakanten Pfarrstelle in das zum Lübecker Landgebiet gehörenden Dorf Nusse berufen wurde, übertrug man Bussenius, der seit dem 24. März in der Schule war, zum 1. April 1874 die Leitung der Schule. Er baute die Anstalt durch die fertiggestellten Neubauten eines zusätzlichen Klassentraktes und einer Turnhalle im Schulhof aus und passte den Lehrplan dem des Katharineums an. Die Lehranstalt schloss in jenem Jahr das Sommersemester mit 249 Schülern ab und nahm zum Wintersemester 21, im Folgejahr 16 Neuzugänge auf.
Mit dem Erscheinen Bussenius’, der am ersten Tag in seiner Uniform samt dem Eisernen Kreuz erschien, hielt mit den Professoren Breier, Holm, Prien, Mantels und Dettmer, die dem Mommsentypos angehörten, eine neue Zeit Einzug.
Auch Waldspaziergänge durch das Lauerholz, sowie die alljährlichen Schulfeste in der Waldhalle zu Schwartau waren fester Bestandteil des Schuljahres. Der Höhepunkt eines jeden Jahres war, wenn Bussenius in Uniform samt Eisernem Kreuz am 22. März, Kaisergeburtstag, seine Schüler mit Erzählungen über seine Kriegserlebnisse in den Bann schlug.
Die Vorschule des Katharineums hatte sich 1879 zu einer Höheren Privatschule für Knaben und 1895 zur Höheren Knabenschule fortentwickelt.
Die Anstalt erfreute sich bis nach Schleswig-Holstein und Mecklenburg hinein, besonders als Vorbereitung auf das Katharineum, größter Beliebtheit. Sie wurde jedoch auch von zahlreichen Söhne sogenannter Auslandsdeutscher, sowie jungen Südamerikanern und Mexikanern zur Aneignung „deutscher“ Bildung besucht. Das Lehrerkollegium legte besonderen Wert auf den einzelnen Schüler und dessen individuelle Ausbildung.
Am 24. März 1899 beging man das 25-jährige Jubiläum als Leiter der Lehranstalt. Rudolf Deecke hielt am Morgen vor Schülern und Lehrerkollegium den Festprolog, bevor man zur Feier in den festlich geschmückten Raum der Quarta ging. Am Abend führte man ihn in den Festsaal des Casinos. Dort fand unter der Leitung des Oberstaatsanwaltes Lienau die bis in den frühen Morgen andauernde Feier statt. Als das staatliche Schulsystem Lübecks einen weiteren Ausbau erfuhr, löste Bussenius seine Anstalt auf.
Im September 1900 wurde Bussenius für Ostern 1901 zum Oberlehrer an der Realschule (das spätere Johanneum) gewählt. Wie an seinem Progymnasium erfreute er sich auch dort einer dankbaren Verehrung durch seine Schüler.
1903 war Bussenius Oberlehrer am Gymnasium und der Realschule und ab 1909 auch an der II. Mädchenmittelschule.
Wegen eines zunehmenden Gehörleidens ließ sich Bussenius auf Grund dringenden Anraten seines Hausarztes im Herbst 1912 beurlauben und ein halbes Jahr später pensionieren.
An Stelle des ausscheidenden Rektors Joh. Burow wurde 1880 Bussenius in das Oberschulkollegium gewählt.
Der Senat verlieh 1902 den Oberlehrern Benda, Bussenius, Giske, Hausberg, Hoyer und Reusch den Titel Professor.
Nach dem Tode Wilhelm Mantels’ wählte 1879 der Vorstand des Seminars Bussenius zu dessen Nachfolger. Hier unterrichtete er auch Geschichte.
Im Marmorsaal der Gesellschaft zur Beförderung gemeinnütziger Tätigkeit hielt Bussenius im Anschluss an deren Versammlung am 30. Januar 1872 einen viel beachteten Vortrag über seine Erlebnisse im Feldzug. 1877 schlug man ihn als Vorsteher der Turnanstalt vor. Auf der Versammlung der Gesellschaft vom 5. März 1878 schlug man ihn für die Wahl am 26. zur Wahl eines Revisors der Kassenrechnung vor. Für die Wahl des neuen Vorstehers an Stelle des ausscheidenden Oberlehrers Ludwig Mollwo für die Volksbibliothek wurde am 10. März 1891 neben zwei Weiteren Bussenius vorgeschlagen. Zur Wahl des neuen Vorstehers der Sammlung „Gemälde, Kupferstiche und Gipsabgüsse“ am 26. Januar 1892 wurde Bussenius als Kandidat vorgeschlagen. Er wurde am 8. November 1898 an Stelle des scheidenden Mollwo zum Vorsteher der Gesellschaft. Als er am 8. November 1904 von dieser Stelle schied, erwählte man ihn zum Archivar.
Auf ihrer Generalversammlung bestätigte die Lübeckische Schillerstiftung am 3. Oktober 1877 Bussenius in ihrem Vorstand. Auf der Generalversammlung am 17. Oktober 1880 schied er turnusmäßig wieder aus dem Vorstand.
Im August 1880 wurde Bussenius zum Mitglied des Gemeindeausschusses der St. Mariengemeinde erwählt. In deren Vorstand wählte man ihn 1898. An Stelle des aus dem Kirchspiel verzogenen Mollwo wählte man Bussenius im März 1899 zum Vorsteher und Protokollführer der Gemeinde. und bestätigte ihn im Folgejahr.
Bussenius vertrat den Vorstand des Vereins „Öffentliche Lesehalle in Lübeck“ nach außen.
Lange Jahre war Bussenisus ein aktives Mitglied der Loge „Füllhorn“.
Nach seinem Ausscheiden aus dem aktiven Berufsleben widmete Bussenius, sein Interesse wurde von alten Familienbriefen erweckt, sich der Erforschung seiner Familiengeschichte. Dank seiner historischen Kenntnisse und glücklicher Umstände konnte er hierbei seine Vorfahren bis ins 12. Jahrhundert zurückverfolgen und niederschreiben. Mitte des 17. Jahrhunderts latinisierte nach akademischen Brauch Henning Busse, Pastor zu Schönberg, seinen Namen und nannte sich fortan Henricus Bussenius. Der Stammbaum weist in gerader Linie 27 Geschlechter auf.

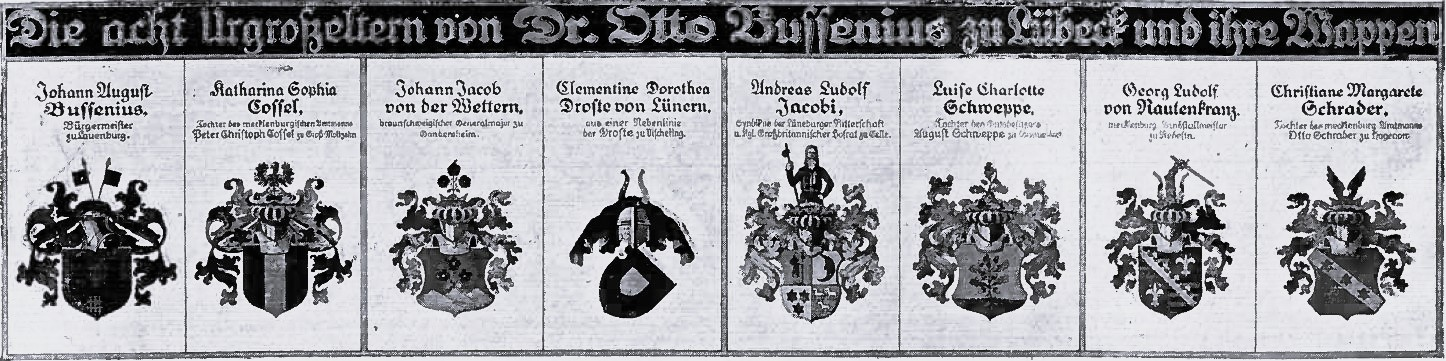

Um 1550 heiratete ein Busse in Lüchow die letzte Erbin des alten Ratsgeschlechtes Wulhase. Ihm fiel die Vikarienstiftung der Familie zu. Diese wurde von ihm in eine Stipendienanstalt für Studierende der Theologie, die der Senior zusammen mit dem Probst von Lüchow verwaltete, gewandelt.
In zwei Exemplaren beschrieb Bussenius die umfangreichen Familiengeschichten. Weitergehende Studien führten ihn zu Beginn des Jahres 1924 auf eine Quellenforschung, über das Sachsengeschlecht der Billunger. Die Familie seiner Großmutter mütterlicherseits, einer geborenen v. Rautenkranz, führte er auf jenes zurück.

### Familie
Nach dem Kriege hatte Bussenius Anna Johanna Wilhelmine, eine geborene Longerich, geheiratet. Ihr Vater, Joh. Wilh. Hubert Longerich, war Inhaber der Firma W. Longerich Commissionslager von Brennholz im Enger Krambuden 253 und wohnte in der Ratzeburger Allee 12. In Timmendorf besaß die Familie die hochgelegene einen weiten Blick auf das Meer bietende „Villa Longerich“ und Bussenius verbrachte dort bis 1923 die Sommer. Auf dem Progymnasium hatte sie sich in treuer Fürsorge für die Kinder deren Liebe erworben.
Bussenius wurde Vater von fünf Kindern, die ihm neben dem Vaterland über alles gingen. Zwei seiner drei Söhne lernten den Kaufmannsstand schätzen und gingen in überseeische Länder, Amerika und Indien, wo sie sich als solche angesehene Stellungen erwarben und dennoch durch regen Briefwechsel mit ihrem Elternhaus in Kontakt blieben. Der jüngste Sohn blieb im Weltkrieg.
Als Bussenius nach langer Krankheit verstarb, wohnte noch seine Tochter Clara, eine Privatlehrerin, im Elternhause in der Viktoriastraße.

#### Richard

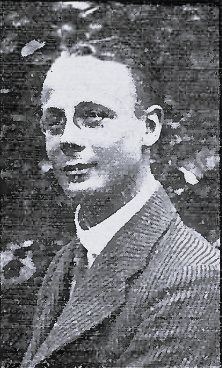

Am 17. Mai 1889 geboren, verließ er Ostern 1907 das Katharineum mit dem Zeugnis der Reife und genügte seiner Dienstpflicht als Einjährig-Freiwilliger im Infanterie-Regiment „Großherzog von Sachsen“ (5. Thüringisches) Nr. 94 in Jena. Vom Sommer 1908 bis Herbst 1909 war er Lehrling im Geschäft der Firma Deele & Boldemann. Danach war er bis Frühjahr 1913 als Kaufmann bei Schröder, Smidt & Comp. in Calcutta tätig. Zurückgekehrt widmete er sich dem Studium der Nationalökonomie in Kiel, Berlin und München.
Bei der Mobilmachung wurde er als Unteroffizier im Reserve-Regiment Nr. [...] eingestellt. Er kämpfte zuerst in Belgien, dann in Nordfrankreich um Noyon herum. Für das Eiserne Kreuz vorgeschlagen, fiel er am 5. Oktober 1914 beim Sturm auf das Dorf Saint-Mard.

## Verweise